# Kim Amy Duschek
Kim Amy Duschek (* 22. Dezember 2007 in Wernigerode) ist eine deutsche Skispringerin. Sie springt seit September 2022 im Bundeskader und gehörte zum Gold-Team bei der Junioren-Weltmeisterschaften 2025 in Lake Placid. Sie startet für den SK Wernigerode 1911 und den Deutschen Skiverband.

## Werdegang
Duschek begann 2013 mit dem Skispringen und gewann bereits als Mädchen in der Altersklasse 8/9 im Jahr 2015 ihre ersten drei Titel. Ihr Debüt bei offiziellen internationalen Wettbewerben der FIS gab sie am 21. August 2018 in Hinterzarten und belegte im Kinderwettbewerb den 8. Platz. Im August 2022 nahm sie in Klingenthal erstmals am Alpencup teil und belegte den 33. Platz. Am nächsten Tag wurde sie Achtzehnte und holte damit die ersten Punkte dieser Serie für Nachwuchsspringerinnen.
Am 4. März 2023 debütierte Duschek für Deutschland auf internationaler Ebene bei den Erwachsenen, als sie im FIS-Cup in Oberhof auf der Normalschanze 38. wurde. Ihre erste volle Saison im Intercontinental-Cup beendete sie 2023/24 mit 41 Punkten auf Platz 46, in der Folgesaison 2024/25 stand Duschek am 5. Januar 2025 in Falun sowie am 17. Januar in Bischofshofen jeweils als Zweite erstmals auf dem Podest.
Bei der Junioren-Weltmeisterschaft 2025 holte Duschek mit dem deutschen Team die Goldmedaille im Mannschaftsspringen der Juniorinnen.

## Statistik

### Intercontinental-Cup-Platzierungen
| Saison  | Sommer | Sommer | Winter | Winter | Gesamt | Gesamt |
| Saison  | Platz  | Punkte | Platz  | Punkte | Platz  | Punkte |
| ------- | ------ | ------ | ------ | ------ | ------ | ------ |
| 2023/24 | –      | –      | 46.    | 41     | 57.    | 41     |
| 2024/25 | 27.    | 97     |        |        |        |        |

## Privates
Ihr Großonkel ist der viermalige DDR-Meister und Olympiateilnehmer 1980 Harald Duschek.

## Auszeichnungen
- 2023: Sportlerin des Jahres des Landkreises Harz[2]